# أنجيلا ساليناس
أنجيلا ساليناس (بالإنجليزية: Angela Salinas) هي ضابطة أمريكية، ولدت في 6 ديسمبر 1953 في اليس في الولايات المتحدة.